# Comunele Cehiei (O)
Aceasta este o listă a comunelor din Republica Cehă care încep cu litera O.
Această listă este generată cu date din Wikidata și este actualizată periodic de un robot.
 Editările făcute în listă vor fi șterse la următoarea actualizare!
| #   | Comună                      | Populație | Suprafață (km2) | District                       |
| --- | --------------------------- | --------- | --------------- | ------------------------------ |
| 1   | Ostrava                     | 283.187   | 214,23          | districtul Ostrava-Oraș        |
| 2   | Olomouc                     | 103.063   | 103,33          | districtul Olomouc             |
| 3   | Opava                       | 55.109    | 90,61           | districtul Opava               |
| 4   | Orlová                      | 27.540    | 24,67           | districtul Karviná             |
| 5   | Otrokovice                  | 17.401    | 19,63           | districtul Zlín                |
| 6   | Ostrov                      | 15.681    | 50,41           | districtul Karlovy Vary        |
| 7   | Odry                        | 7.314     | 74,05           | districtul Nový Jičín          |
| 8   | Odolena Voda                | 6.547     | 11,24           | districtul Praha-východ        |
| 9   | Oslavany                    | 4.873     | 18,71           | districtul Brno-venkov         |
| 10  | Osek                        | 4.516     | 42,37           | districtul Teplice             |
| 11  | Ostrožská Nová Ves          | 3.401     | 26,06           | districtul Uherské Hradiště    |
| 12  | Opočno                      | 3.148     | 14,01           | districtul Rychnov nad Kněžnou |
| 13  | Ořechov                     | 2.915     | 19,68           | districtul Brno-venkov         |
| 14  | Opatovice nad Labem         | 2.912     | 12,01           | districtul Pardubice           |
| 15  | Ostravice                   | 2.556     | 27,71           | districtul Frýdek-Místek       |
| 16  | Obrnice                     | 2.049     | 7,46            | districtul Most                |
| 17  | Okříšky                     | 2.018     | 6,57            | districtul Třebíč              |
| 18  | Ondřejov                    | 1.883     | 18,15           | districtul Praha-východ        |
| 19  | Olšany u Prostějova         | 1.867     | 11,04           | districtul Prostějov           |
| 20  | Ostopovice                  | 1.751     | 3,85            | districtul Brno-venkov         |
| 21  | Obříství                    | 1.718     | 15,22           | districtul Mělník              |
| 22  | Oloví                       | 1.651     | 19,05           | districtul Sokolov             |
| 23  | Olešnice                    | 1.620     | 12,52           | districtul Blansko             |
| 24  | Otnice                      | 1.585     | 8,7             | districtul Vyškov              |
| 25  | Ohrobec                     | 1.571     | 4,34            | districtul Praha-západ         |
| 26  | Ochoz u Brna                | 1.560     | 14,54           | districtul Brno-venkov         |
| 27  | Otice                       | 1.500     | 7,2             | districtul Opava               |
| 28  | Ostrožská Lhota             | 1.481     | 6,35            | districtul Uherské Hradiště    |
| 29  | Oldřišov                    | 1.468     | 15,78           | districtul Opava               |
| 30  | Opařany                     | 1.433     | 31,48           | districtul Tábor               |
| 31  | Osek                        | 1.433     | 18,07           | districtul Rokycany            |
| 32  | Olbramovice                 | 1.397     | 25,37           | districtul Benešov             |
| 33  | Okrouhlice                  | 1.363     | 18,58           | districtul Havlíčkův Brod      |
| 34  | Osek nad Bečvou             | 1.358     | 13,02           | districtul Přerov              |
| 35  | Ostroměř                    | 1.324     | 12,33           | districtul Jičín               |
| 36  | Oskava                      | 1.305     | 59,48           | districtul Šumperk             |
| 37  | Otaslavice                  | 1.302     | 13,83           | districtul Prostějov           |
| 38  | Obecnice                    | 1.261     | 51,45           | districtul Příbram             |
| 39  | Osečná                      | 1.184     | 28,05           | districtul Liberec             |
| 40  | Opatovice                   | 1.172     | 6,15            | districtul Brno-venkov         |
| 41  | Olbramovice                 | 1.163     | 17,12           | districtul Znojmo              |
| 42  | Opatov                      | 1.128     | 29,72           | districtul Svitavy             |
| 43  | Ostřešany                   | 1.126     | 6,64            | districtul Pardubice           |
| 44  | Ohrazenice                  | 1.120     | 2,69            | districtul Semily              |
| 45  | Ostrov u Macochy            | 1.092     | 8,82            | districtul Blansko             |
| 46  | Olomučany                   | 1.078     | 15,13           | districtul Blansko             |
| 47  | Osík                        | 1.052     | 12,62           | districtul Svitavy             |
| 48  | Otovice                     | 1.041     | 4,42            | districtul Karlovy Vary        |
| 49  | Olšany                      | 1.026     | 6,49            | districtul Šumperk             |
| 50  | Osoblaha                    | 1.016     | 18,25           | districtul Bruntál             |
| 51  | Ostrov nad Oslavou          | 1.008     | 9,33            | districtul Žďár nad Sázavou    |
| 52  | Oleška                      | 976       | 11,94           | districtul Praha-východ        |
| 53  | Ořech                       | 963       | 4,78            | districtul Praha-západ         |
| 54  | Osová Bítýška               | 962       | 10,32           | districtul Žďár nad Sázavou    |
| 55  | Opolany                     | 935       | 12,2            | districtul Nymburk             |
| 56  | Ovčáry                      | 904       | 10,37           | districtul Kolín               |
| 57  | Olešnice                    | 897       | 23,54           | districtul České Budějovice    |
| 58  | Ostřetín                    | 896       | 18,5            | districtul Pardubice           |
| 59  | Osvětimany                  | 884       | 19,39           | districtul Uherské Hradiště    |
| 60  | Osek                        | 857       | 4,97            | districtul Beroun              |
| 61  | Oldřichov v Hájích          | 840       | 16,25           | districtul Liberec             |
| 62  | Omice                       | 829       | 10,46           | districtul Brno-venkov         |
| 63  | Ostrovačice                 | 829       | 7,82            | districtul Brno-venkov         |
| 64  | Olešník                     | 822       | 23,51           | districtul České Budějovice    |
| 65  | Okrouhlo                    | 805       | 8,31            | districtul Praha-západ         |
| 66  | Opatovice                   | 804       | 7,97            | districtul Přerov              |
| 67  | Orel                        | 803       | 6,44            | districtul Chrudim             |
| 68  | Otvovice                    | 799       | 6,17            | districtul Kladno              |
| 69  | Ořechov                     | 797       | 5,94            | districtul Uherské Hradiště    |
| 70  | Obrataň                     | 795       | 32,08           | districtul Pelhřimov           |
| 71  | Opatov                      | 762       | 19,01           | districtul Třebíč              |
| 72  | Oslavice                    | 756       | 6,38            | districtul Žďár nad Sázavou    |
| 73  | Opatovec                    | 736       | 7,07            | districtul Svitavy             |
| 74  | Olbramice                   | 735       | 5,38            | districtul Ostrava-Oraș        |
| 75  | Obořiště                    | 723       | 7,61            | districtul Příbram             |
| 76  | Otvice                      | 718       | 5,31            | districtul Chomutov            |
| 77  | Ostrov                      | 717       | 18,48           | districtul Ústí nad Orlicí     |
| 78  | Ohníč                       | 704       | 7,07            | districtul Teplice             |
| 79  | Orlické Podhůří             | 687       | 13,53           | districtul Ústí nad Orlicí     |
| 80  | Osvračín                    | 685       | 11,24           | districtul Domažlice           |
| 81  | Oldřiš                      | 667       | 12,64           | districtul Svitavy             |
| 82  | Ostrá                       | 664       | 11,07           | districtul Nymburk             |
| 83  | Oleksovice                  | 662       | 18,33           | districtul Znojmo              |
| 84  | Osek                        | 661       | 13,92           | districtul Strakonice          |
| 85  | Olšany                      | 647       | 18,71           | districtul Vyškov              |
| 86  | Olešná                      | 631       | 10,89           | districtul Rakovník            |
| 87  | Okrouhlá                    | 616       | 6,69            | districtul Blansko             |
| 88  | Obora                       | 598       | 12,7            | districtul Plzeň-sever         |
| 89  | Omlenice                    | 582       | 13,82           | districtul Český Krumlov       |
| 90  | Okrouhlá                    | 580       | 4,24            | districtul Česká Lípa          |
| 91  | Olovnice                    | 579       | 5,88            | districtul Mělník              |
| 92  | Osice                       | 565       | 7,48            | districtul Hradec Králové      |
| 93  | Oskořínek                   | 564       | 5,61            | districtul Nymburk             |
| 94  | Olešná                      | 559       | 12,74           | districtul Pelhřimov           |
| 95  | Olbramkostel                | 532       | 10,78           | districtul Znojmo              |
| 96  | Olšovec                     | 525       | 8,31            | districtul Přerov              |
| 97  | Ovčáry                      | 516       | 3,72            | districtul Mělník              |
| 98  | Ohnišov                     | 510       | 10,5            | districtul Rychnov nad Kněžnou |
| 99  | Oznice                      | 508       | 6,13            | districtul Vsetín              |
| 100 | Otročiněves                 | 502       | 4,26            | districtul Beroun              |
| 101 | Olešnice                    | 482       | 7,8             | districtul Rychnov nad Kněžnou |
| 102 | Ostředek                    | 474       | 12,97           | districtul Benešov             |
| 103 | Ohrozim                     | 468       | 6,29            | districtul Prostějov           |
| 104 | Olešná                      | 466       | 10,68           | districtul Beroun              |
| 105 | Opočnice                    | 464       | 10,93           | districtul Nymburk             |
| 106 | Osíčko                      | 461       | 7,93            | districtul Kroměříž            |
| 107 | Obyčtov                     | 454       | 7,77            | districtul Žďár nad Sázavou    |
| 108 | Obora                       | 449       | 5,29            | districtul Louny               |
| 109 | Oborná                      | 444       | 5,33            | districtul Bruntál             |
| 110 | Otročín                     | 437       | 35,79           | districtul Karlovy Vary        |
| 111 | Okounov                     | 437       | 8,32            | districtul Chomutov            |
| 112 | Ostrata                     | 420       | 3,56            | districtul Zlín                |
| 113 | Otmarov                     | 398       | 1,25            | districtul Brno-venkov         |
| 114 | Olešnice v Orlických horách | 393       | 14,3            | districtul Rychnov nad Kněžnou |
| 115 | Olešnice                    | 388       | 6,4             | districtul Hradec Králové      |
| 116 | Oldřichovice                | 388       | 2,73            | districtul Zlín                |
| 117 | Oráčov                      | 381       | 16,04           | districtul Rakovník            |
| 118 | Olešná                      | 376       | 6,77            | districtul Havlíčkův Brod      |
| 119 | Oplocany                    | 375       | 5,45            | districtul Přerov              |
| 120 | Ostrovec                    | 371       | 20,58           | districtul Písek               |
| 121 | Obora                       | 366       | 4,26            | districtul Blansko             |
| 122 | Oudoleň                     | 363       | 6,48            | districtul Havlíčkův Brod      |
| 123 | Očihov                      | 362       | 12,45           | districtul Louny               |
| 124 | Onomyšl                     | 356       | 12,89           | districtul Kutná Hora          |
| 125 | Olší                        | 355       | 8,73            | districtul Brno-venkov         |
| 126 | Oplot                       | 350       | 6,88            | districtul Plzeň-jih           |
| 127 | Ořechov                     | 350       | 5,35            | districtul Žďár nad Sázavou    |
| 128 | Okna                        | 348       | 5,67            | districtul Česká Lípa          |
| 129 | Ohnišťany                   | 346       | 8,82            | districtul Hradec Králové      |
| 130 | Oselce                      | 345       | 14,78           | districtul Plzeň-jih           |
| 131 | Ondratice                   | 345       | 3,21            | districtul Prostějov           |
| 132 | Obědovice                   | 338       | 3,88            | districtul Hradec Králové      |
| 133 | Oslov                       | 336       | 19,41           | districtul Písek               |
| 134 | Otín                        | 334       | 5,55            | districtul Žďár nad Sázavou    |
| 135 | Otovice                     | 327       | 10,59           | districtul Náchod              |
| 136 | Osov                        | 327       | 2,45            | districtul Beroun              |
| 137 | Ohaře                       | 325       | 6,04            | districtul Kolín               |
| 138 | Ocmanice                    | 324       | 7,06            | districtul Třebíč              |
| 139 | Odřepsy                     | 314       | 6,09            | districtul Nymburk             |
| 140 | Orlovice                    | 304       | 14,47           | districtul Vyškov              |
| 141 | Orlík nad Vltavou           | 301       | 9,04            | districtul Písek               |
| 142 | Ohrazenice                  | 301       | 5,56            | districtul Příbram             |
| 143 | Osečnice                    | 296       | 7,84            | districtul Rychnov nad Kněžnou |
| 144 | Okrouhlička                 | 289       | 6,85            | districtul Havlíčkův Brod      |
| 145 | Obory                       | 283       | 10,34           | districtul Příbram             |
| 146 | Otradov                     | 283       | 5,54            | districtul Chrudim             |
| 147 | Otinoves                    | 282       | 9,52            | districtul Prostějov           |
| 148 | Orličky                     | 275       | 8,64            | districtul Ústí nad Orlicí     |
| 149 | Osečany                     | 273       | 8,36            | districtul Příbram             |
| 150 | Obědkovice                  | 267       | 2,59            | districtul Prostějov           |
| 151 | Okrouhlá                    | 254       | 10,43           | districtul Cheb                |
| 152 | Obruby                      | 253       | 4,48            | districtul Mladá Boleslav      |
| 153 | Ouběnice                    | 252       | 4,46            | districtul Příbram             |
| 154 | Oucmanice                   | 249       | 3,65            | districtul Ústí nad Orlicí     |
| 155 | Oldřichov                   | 245       | 10,1            | districtul Tábor               |
| 156 | Obrubce                     | 245       | 7,65            | districtul Mladá Boleslav      |
| 157 | Odrava                      | 237       | 12,65           | districtul Cheb                |
| 158 | Olešnice                    | 235       | 5,26            | districtul Semily              |
| 159 | Očelice                     | 233       | 5,65            | districtul Rychnov nad Kněžnou |
| 160 | Osek                        | 233       | 3,81            | districtul Jičín               |
| 161 | Onšov                       | 229       | 9,98            | districtul Pelhřimov           |
| 162 | Obytce                      | 225       | 4,38            | districtul Klatovy             |
| 163 | Ostrovánky                  | 225       | 1,63            | districtul Hodonín             |
| 164 | Olbramice                   | 221       | 3,05            | districtul Olomouc             |
| 165 | Okrouhlá Radouň             | 217       | 9,08            | districtul Jindřichův Hradec   |
| 166 | Odrovice                    | 217       | 4,8             | districtul Brno-venkov         |
| 167 | Okřesaneč                   | 213       | 2,39            | districtul Kutná Hora          |
| 168 | Občov                       | 210       | 2,91            | districtul Příbram             |
| 169 | Orlické Záhoří              | 205       | 29,15           | districtul Rychnov nad Kněžnou |
| 170 | Opatov                      | 203       | 6,75            | districtul Jihlava             |
| 171 | Ochoz                       | 203       | 3,3             | districtul Prostějov           |
| 172 | Olšany                      | 203       | 3,18            | districtul Klatovy             |
| 173 | Okřínek                     | 202       | 5,59            | districtul Nymburk             |
| 174 | Ostrov u Bezdružic          | 195       | 13,01           | districtul Plzeň-sever         |
| 175 | Okřešice                    | 194       | 5,82            | districtul Třebíč              |
| 176 | Ostašov                     | 189       | 2,13            | districtul Třebíč              |
| 177 | Ostružná                    | 188       | 25,08           | districtul Jeseník             |
| 178 | Otmíče                      | 188       | 2,62            | districtul Beroun              |
| 179 | Oponešice                   | 183       | 5,17            | districtul Třebíč              |
| 180 | Olešenka                    | 182       | 6,85            | districtul Havlíčkův Brod      |
| 181 | Ostrolovský Újezd           | 182       | 3,83            | districtul České Budějovice    |
| 182 | Opatovice I                 | 181       | 6,34            | districtul Kutná Hora          |
| 183 | Ostrov                      | 181       | 4,18            | districtul Chrudim             |
| 184 | Oseček                      | 173       | 4,89            | districtul Nymburk             |
| 185 | Obora                       | 171       | 16,14           | districtul Tachov              |
| 186 | Ovesná Lhota                | 171       | 5,6             | districtul Havlíčkův Brod      |
| 187 | Ondřejov                    | 169       | 4,53            | districtul Pelhřimov           |
| 188 | Ostrov                      | 163       | 2,53            | districtul Havlíčkův Brod      |
| 189 | Ošelín                      | 160       | 14,4            | districtul Tachov              |
| 190 | Ostrov                      | 160       | 2,8             | districtul Příbram             |
| 191 | Osičky                      | 153       | 3,32            | districtul Hradec Králové      |
| 192 | Osek                        | 148       | 5,29            | districtul Písek               |
| 193 | Otěšice                     | 146       | 5,57            | districtul Plzeň-jih           |
| 194 | Ovesné Kladruby             | 142       | 18,05           | districtul Cheb                |
| 195 | Ohaveč                      | 139       | 1,39            | districtul Jičín               |
| 196 | Olešná                      | 136       | 5,25            | districtul Písek               |
| 197 | Oslavička                   | 134       | 4,19            | districtul Žďár nad Sázavou    |
| 198 | Osiky                       | 132       | 7,56            | districtul Brno-venkov         |
| 199 | Opočno                      | 117       | 2,25            | districtul Louny               |
| 200 | Ostrovec-Lhotka             | 115       | 20,15           | districtul Rokycany            |
| 201 | Oplany                      | 115       | 5,81            | districtul Praha-východ        |
| 202 | Ochoz u Tišnova             | 114       | 3,8             | districtul Brno-venkov         |
| 203 | Okoř                        | 113       | 2,14            | districtul Praha-západ         |
| 204 | Oldřichov                   | 110       | 0,95            | districtul Přerov              |
| 205 | Otov                        | 108       | 7,11            | districtul Domažlice           |
| 206 | Oleško                      | 105       | 3,27            | districtul Litoměřice          |
| 207 | Ostružno                    | 101       | 4,35            | districtul Jičín               |
| 208 | Okarec                      | 100       | 4,32            | districtul Třebíč              |
| 209 | Osové                       | 100       | 3,24            | districtul Žďár nad Sázavou    |
| 210 | Odunec                      | 90        | 5,98            | districtul Třebíč              |
| 211 | Otín                        | 89        | 7,17            | districtul Jihlava             |
| 212 | Oprostovice                 | 85        | 2,67            | districtul Přerov              |
| 213 | Olšany                      | 82        | 7,31            | districtul Jihlava             |
| 214 | Ohařice                     | 82        | 4,16            | districtul Jičín               |
| 215 | Olbramov                    | 81        | 14,94           | districtul Tachov              |
| 216 | Onšov                       | 77        | 5,58            | districtul Znojmo              |
| 217 | Ostřetice                   | 76        | 5,07            | districtul Klatovy             |
| 218 | Olší                        | 76        | 3,61            | districtul Jihlava             |
| 219 | Ořechov                     | 76        | 2,9             | districtul Jihlava             |
| 220 | Ostrov                      | 71        | 3,36            | districtul Benešov             |
| 221 | Oslnovice                   | 68        | 6,12            | districtul Znojmo              |
| 222 | Okrouhlá                    | 67        | 4,38            | districtul Písek               |
| 223 | Olšovice                    | 60        | 3,94            | districtul Prachatice          |